# Marchaux-Chaudefontaine
Marchaux-Chaudefontaine est une commune nouvelle française située dans le département du Doubs, la région culturelle et historique de Franche-Comté et la région administrative Bourgogne-Franche-Comté.

## Géographie
La géographie de cette commune est celle des communes fusionnées.

### Climat
Pour des articles plus généraux, voir Climat de la Bourgogne-Franche-Comté et Climat du Doubs.
En 2010, le climat de la commune est de type climat de montagne, selon une étude du Centre national de la recherche scientifique s'appuyant sur une série de données couvrant la période 1971-2000. En 2020, Météo-France publie une typologie des climats de la France métropolitaine dans laquelle la commune est exposée à un climat semi-continental et est dans la région climatique  Jura, caractérisée par une forte pluviométrie en toutes saisons (1 000 à 1 500 mm/an), des hivers rigoureux et un ensoleillement médiocre. 
Pour la période 1971-2000, la température annuelle moyenne est de 10,5 °C, avec une amplitude thermique annuelle de 17,4 °C. Le cumul annuel moyen de précipitations est de 1 158 mm, avec 13,6 jours de précipitations en janvier et 9,9 jours en juillet. Pour la période 1991-2020, la température moyenne annuelle observée sur la station météorologique de Météo-France la plus proche, « Pouligney », sur la commune de Pouligney-Lusans à 5 km à vol d'oiseau, est de 10,9 °C et le cumul annuel moyen de précipitations est de 1 214,6 mm. 
La température maximale relevée sur cette station est de 40 °C, atteinte le 25 juillet 2019 ; la température minimale est de −23 °C, atteinte le 20 décembre 2009,,. 
Les paramètres climatiques de la commune ont été estimés pour le milieu du siècle (2041-2070) selon différents scénarios d'émission de gaz à effet de serre à partir des nouvelles projections climatiques de référence DRIAS-2020. Ils sont consultables sur un site dédié publié par Météo-France en novembre 2022.

## Urbanisme

### Typologie
Au 1er janvier 2024, Marchaux-Chaudefontaine est catégorisée bourg rural, selon la nouvelle grille communale de densité à 7 niveaux définie par l'Insee en 2022.
Elle est située hors unité urbaine. Par ailleurs la commune fait partie de l'aire d'attraction de Besançon, dont elle est une commune de la couronne,. Cette aire, qui regroupe 310 communes, est catégorisée dans les aires de 200 000 à moins de 700 000 habitants,.

### Voies de communication et transports
La commune est desservie par la ligne  71  du réseau de transport en commun Ginko.

## Histoire
L'histoire de cette commune est celle des communes fusionnées.
Créée le 1er janvier 2018 par un arrêté du préfet du Doubs du 4 décembre 2017, la commune regroupe les anciennes communes de Marchaux et Chaudefontaine.

## Politique et administration

### Conseil municipal
Jusqu'aux prochaines élections municipales de 2020, le conseil municipal de la nouvelle commune est constitué de tous les conseillers municipaux issus des conseils des anciennes communes. Il n'a pas été institué de commune déléguée.
| Nom              | Code Insee | Code postal | Superficie (km2) | Population (dernière pop. légale) | Densité (hab./km2) | Modifier                                    |
| ---------------- | ---------- | ----------- | ---------------- | --------------------------------- | ------------------ | ------------------------------------------- |
| Marchaux (siège) | 25368      |             | 10,06            | 1 235 (2015)                      | 123                | modifier les données · modifier les données |
| Chaudefontaine   | 25137      | 25640       | 6,33             | 212 (2015)                        | 33                 | modifier les données · modifier les données |

### Liste des maires
| Période                                  | Période  | Identité      | Étiquette | Qualité |
| ---------------------------------------- | -------- | ------------- | --------- | ------- |
| mai 2020                                 | En cours | Patrick Corne |           |         |
| Les données manquantes sont à compléter. |          |               |           |         |

## Démographie
L'évolution du nombre d'habitants est connue à travers les recensements de la population effectués dans la commune depuis sa création.

En 2022, la commune comptait 1 429 habitants, en évolution de −2,32 % par rapport à 2016 (Doubs : +1,88 %, France hors Mayotte : +2,11 %).
| 2015  | 2020  | 2022  |
| ----- | ----- | ----- |
| 1 447 | 1 462 | 1 429 |

## Culture locale et patrimoine

### Lieux et monuments
Les lieux et monuments notoires de cette commune sont ceux des communes fusionnées.

### Personnalités liées à la commune
- Honoré Gressenbucher (1924-1944), Résistant.

### Héraldique
| Blason de Marchaux-Chaudefontaine | Blason  | Écartelé : au 1er d'or à un hêtre au naturel, au 2e d'azur semé de billettes d'or, à un lion couronné du même, armé et lampassé de gueules, au 3e de gueules à la bande d'or chargée d'une épée au naturel et côtoyées de deux cotices d'or, au 4e de sinople à une fontaine du lieu d'or jaillissant de deux jets d'azur.                                                                            |
| Blason de Marchaux-Chaudefontaine | Détails | Le hêtre est pour la forêt entourant la commune, le deuxième est aux armes de la Franche-Comté, le troisième est aux armes d'ancêtres de la famille de Grammont, auxquelles fut ajoutée une épée, attribut de saint Martin, patron de la paroisse de Marchaux, enfin la fontaine, ici celle de la route de Moncey à Chaudefontaine, est pour les 10 fontaines du village. Adopté le 15 décembre 2020. |